# Рудківська чудотворна ікона Пресвятої Богородиці
Рудківська ікона Божої Матері Королева Бескидів або Цариця Бескидів — чудотворна коронована ікона Богородиці, одигітрія, список, якої знаходиться в Каплиці Злагоди у м. Рудки.

## Опис
Ікона Матері Божої Рудківської була намальована темперою на полотні, приклеєного до липової дошки, розміром 137/106 см. Таку ікону можна віднести до типу Одигітрії–Ліворучиці (Провідниці з Дитям на лівій руці). Голова Діви Марії трохи повернута вліво, а її погляд і голівка Дитяти Ісуса звернуті прямо. Ісус правою рукою благословляє віруючих, у лівій тримає згорнутий білий сувій Святого Письма. Богоматір правицею підтримує Дитя, її ліва рука піднята у заступницькому і водночас вказівному жесті, що вказує на Ісуса, як Дорогу життя.

Викладач відділення сакрального мистецтва Дитячої школи народних мистецтв Леся Мандрика зазначає:
|  | ’’Богородиця не дивиться на Дитя, бо це не звичайне дитя, а сам Бог, а Бога ніхто і ніколи не бачив. Діва Марія вказує нам на Ісуса. Фігура Христа, хоч маленька, але від нього йде сила, він є повновладний. У лівій руці тримає сувій святого Письма, бо Він прийшов нас учити. Правицею Христос нас благословляє. Два складені пальці означають дві природи Христа – Божу і людську, три пальці вказують на Пресвяту Трійцю. Пальці складені так, що утворюють коло – символ вічності. Довкола голови Ісуса зображено хрещатий німб. Ще треба звернути увагу на складки одягу. Їх зображають геометрично, щоби підкреслити іншу природу, інший світ. Зображення ікони твориться від найтемнішого кольору до найсвітлішого, як створення людини. |

Образ оточують постаті 18 святих, які проголошують славу Богородиці з Дитям. Вони зображені в динаміці, у русі. Вгорі — зображення архангелів Гавриїла і Рафаїла. Фон ікони — позолочений, орнаменований квітами і листям.
Образ виконаний у візантійському стилі. На Марії — багряно-фіолетовий плащ — ознака королівської влади, Богородиця має титул цариці. Червоний колір вказує на вогонь божества, синій — на людську природу. Одяг Ісуса Христа білий, це колір чистоти. 

## Історія

### Походження
Важко встановити, до якого часу належить виникнення ікони, немає ніяких згадок у документах, автор її також невідомий. Орнаменти можуть вказувати на кінець XV – початок XVI ст. Святі з Нового Завіту можуть бути опосередкованою вказівкою, що первообраз відноситься до ІХ чи Х ст. Проте, дослідники сходяться на думці, що ікона з Рудок належить до найбільш ранніх пам’яток українського іконопису.

## Коронація
31 грудня 1917 р. з Ватикану надійшов декрет про коронацію ікони, та військові дії перешкоджали здійснити врочистість. 2 липня 1921 року ікону на 300-річчя її присутності у місті єпископ перемишльський Юзеф Себастьян Пельчар, котрий пізніше був проголошений святим Католицької Церкви, коронував папською короною. На підтвердження цього факту була вмурована у стіну храму кам`яна таблиця, що знаходиться там і до сьогоднішніх днів. На Галичині таких коронованих ікон одиниці.